# Meine hochgeborene Herrschaft

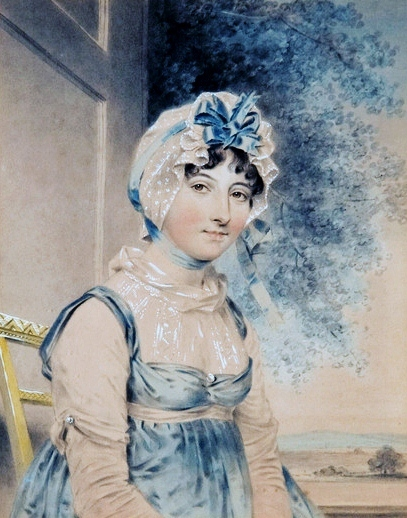
John Downman 1807:
Maria Edgeworth

Meine hochgeborene Herrschaft (engl. Castle Rackrent) ist ein Roman der britischen Schriftstellerin Maria Edgeworth, der im Jahr 1800 bei Joseph Johnson in London erschien.
Keiner der vier letzten Herren auf Schloss Rackrent hält den Besitz beisammen, sondern wirft die eingenommene Pacht mit beiden Händen zum Fenster hinaus. Mehr noch – der letzte Schlossherr Baronet Sir Condy (eigentlich Conolly) Rackrent verschuldet sich hoffnungslos.
Diese Satire auf die anglo-irischen Grundbesitzer gilt als Vorläuferin von Scotts Waverley.

## Form
Im Anhang des Romans, bestehend aus 28 Fußnoten zum Text, gibt sich Maria Edgeworth als Herausgeber der Memoiren über die Familie  Rackrent zu erkennen. Ihr Ich-Erzähler ist der reichlich 80-jährige Thady Quirk, anhänglicher Haushofmeister der Herren auf Schloss Rackrent in Irland. Gleich zu Romananfang stellt Thady dem Leser einen hohen Herrn  ganz knapp vor – seinen Sohn, den Anwalt Mr. Jason Quirk. Weshalb sich der Vater von den Geschäftsgebaren des Sohnes distanziert, ergibt sich erst zu Romanende als Pointe. Anwalt Quirk bringt den Grundbesitz der Rackrents komplett an sich.
Thadys persiflierender Ton steigt aus einer angenehmen Zurückhaltung eines verschmitzten alten Mannes auf, der durch und durch bescheiden geblieben ist. Schlösser schreibt dazu treffend: „Die Unaufdringlichkeit der Darstellung macht sie um so eindringlicher.“ Ganz selten tritt Thady dem Leser ein klein wenig näher, zum Beispiel, wenn er sich erkundigt: „Wollt ihr noch mehr wissen, so bin ich nicht gut fähig, es euch zu berichten; aber...“.

## Inhalt
Sir Patrick O'Shaughlin, den ersten der vier oben erwähnten Rackrents, kennt Thady nur aus den Erzählungen seines Großvaters. Wenn Sir Patrick Geburtstag hatte, musste sein Kutscher Quirk jedes Jahr mit ihm trinken. Die Story kurz und knapp: Seine Gnaden, freigebig, hatte das Geld versoffen, Schulden gemacht und war als ehrlicher Mann im Bett nach einem Gelage gestorben.
Dessen Sohn, der Rechtsgelehrte Sir Murtagh Rackrent, prozessiert gern gegen seine Pächter. Die Gerichtskosten verschlingen einen Großteil der Pachteinnahmen. Streitereien gibt es überdies mit der Gattin Lady Rackrent, einer geborenen Skinflint.  Im Ehestreit um eine Pachtangelegenheit platzt Sir Murtagh eine Ader und er verscheidet.  Die Witwe wünscht Thady einen schönen Tag. Sie macht sich mit allem Hausrat auf und nach Dublin davon. Die Ehe ist kinderlos geblieben. Sir Kit, einer der jüngeren Brüder des Verstorbenen, wird Herr auf Schloss Rackrent. Da der flotte Offizier leergeräumte Zimmer vorfindet, hält er sich lieber in Bath auf. Dort in England verspielt der Junggeselle die Pachteinnahmen und macht obendrein Schulden. Als Sir Kits oberster Pachteintreiber nicht genügend Pacht eintreibt, macht Seine Gnaden Thadys Sohn Jason zu seinem Pachteinnehmer. Eigentlich hatte Thady für den Jungen die Priesterlaufbahn im Auge gehabt.
Sir Kit will „die reichste Erbin Englands heiraten“. Die Ehe wird eine unglückliche. Auch diese Lady Rackrent überlebt ihren Gatten, denn Sir Kit stirbt bei einem Duell. Die Witwe reist auf Nimmerwiedersehn nach England und Thadys Liebling Condy – aus einem entfernten Zweig der Familie stammend und Rechtsanwalt von Beruf – wird Schlossherr. Thadys Sohn Jason steigt unter Sir Condy zum bestallten Verwalter auf. Natürlich heiratet auch der neue Herr die Falsche. Sir Condy zieht die Tochter des Herrn Moneygawl aus der Nachbarschaft einer Verwandten Thadys vor. Seine Gnaden verausgabt sich während der Kandidatur um einen Sitz im Parlament. Lady Rackrent flieht vor dem erdrückenden Schuldenberg aus dem baufälligen Schloss einfach zu ihrer Familie nach Mount Juliet’s Town. Der verträgliche Sir Condy lässt sie ziehen. Allerdings verunglückt die Ausreißerin wenig später auf einer Kutschfahrt. Die Ärzte geben die Frau auf. Sie überlebt.
Thadys Sohn Jason kauft die Konkursmasse auf. Der neue Schlossherr muss Sir Condy nicht hinauswerfen. Der ehemalige Grundherr braucht einen „Luftwechsel“. Aus gesundheitlichen Gründen zieht er sich ins Jagdhäuschen zurück, trinkt seinen Punsch, fiebert, stirbt und bekommt „nur ein sehr armseliges Begräbnis“.

## Rezeption
- Schlösser lobt den „erstaunlich wahren und echten“[8] kleinen Roman, Maria Edgeworths „bestes Werk“[9], in den höchsten Tönen: „Diese Perle aus dem Schatz des englischen Kulturerbes...“[10] Er weist auf sprechende Namen hin – etwa Castle Rackrent heiße Schloss Wucherpacht. Die Familien Skinflint und Moneygawl könnten mit Geizkragen und Geldschneider übersetzt werden[11]. Quirk heiße Finte[12]. Schlösser weist auf einen Brief der Autorin aus dem Jahr 1834 hin. Darin stehe, in Thady Quirk sei der irische Bauer in einer einzigen Figur verdichtet.[13]

Englisch
- 2008 Überblick von Julie Nash.
- 14. November 2011: Überblick bei The Literary Omnivore
- Überblick Der Ich-Erzähler in Castle Rackrent

## Deutschsprachige Ausgaben
- Maria Edgeworth: Meine hochgeborene Herrschaft. Deutsch von Lore Krüger. Nachwort: Anselm Schlösser. Aufbau Verlag, Berlin 1981 (bb-Taschenbuch 468)[A 2]
- Maria Edgeworth: Castle Rackrent. Roman. Aus dem Englischen übertragen von Helga Schultz. dtv, München 1996 (dtv 12275), ISBN 3-423-12275-7